# Samling vid punken
Samling vid punken är en serie punksamlingar med samlade punkband, främst band från Sverige. Skivorna släpps av KfLP(r), som består av flera skivbolag med punkband.

## Samling vid punken
Utgiven 2006
1. Greta Kassler - Det bevarade kulturarvet
2. Sista skriket - Lobotomera
3. Casual Breakdown - Ugly Nation
4. Varnagel - Stenar Mot Pansarvagnar
5. Den sista leken - Pengar, pengar, pengar
6. Total Egon - Dalaskogens rallybjörnar
7. Ohlson Har Semester Production - Det räcker nu
8. Kalabalik i lingonskogen - Attitydproblem
9. Senap - Inför döden är vi alla lika
10. P.A.K.K. - 925
11. Slutstation Tjernobyl - D.N.-debatt
12. Snutjävel - USA
13. Gråben - Verklighet
14. Bison - Kaliber
15. Simma i Vättern - Vuxet barn
16. Skrapen & The Boys - Krig
17. Snorting Maradonas - Att släcka en eldsjäl
18. Ääritila - Veriruusut
19. Virtuell vardag - Trallala
20. Näsblod - Drömmen som dog

## Samling vid punken #2
Utgiven 2007
1. M.I.D. - Global
2. Nån jävla punk - Har du sålt livet?
3. Stefan Lundblad & Hyrda Knektar - För dig?
4. Varnagel - Jag vill ha mer
5. Frost - Bli som er
6. Last Caress - Suck you dry
7. Snorting Maradonas - Mitt liv på TV
8. Näsblod - Sista tåget hem
9. Sista skriket - Vi ska bilda våran egen allians
10. Jolly Six - AB Lexicon akut
11. Rascar Capac - Gibraltar
12. Total Egon - Livet på is
13. +Support - Bodströms lag
14. Alarmrock - Bil & Banér
15. Gulsot - Naken
16. Snutjävel - Basebollattack
17. Stiltje - Lugnet som lagt sig
18. Greta Kassler - Ge dom vad dom tål

## Samling vid punken #4
Utgiven 2009
1. Sista skriket – Dagarna som skakade Sverige
2. Nån jävla punk – Föreviga dig
3. Trevolt – I dina ögon
4. En svensk tiger – Hasse Aro
5. Civil Olydnad – Svart blod
6. The Rotten Royals – Amphetamine Heart
7. Järnmalm – Kräftan
8. Mögel – Fan Fan Fan
9. Greta Kassler – Betong
10. Gulsot – Hellre en spark i skrevet
11. Kaffekatt – Mina ögon blöder igen
12. Mellanmjölk – Amalthea 1908
13. Snutjävel – Punksvin!
14. Babinskis tecken – Retreat